# Сарбиново (Кошалински)
Сарбиново (пољ. Sarbinowo), село је у административној јединици Мјељно, у округу (повјату) Кошалински, Западнопоморско војводство, у сјеверозападном дијелу Пољске. Налази се око 17 km сјеверозападно од Кошалина, 130 km сјевероисточно од главног града Западнопоморског војводства, Шчећина.
Пре 1637. године подручје је било дио Војводства Помераније.
Данас, село има 558 становника.